# Raquel Rastenni
Raquel Rastenni, née Anna Rachel Rastén le 21 août 1915 à Copenhague et morte le 17 août 1998 à Skodsborg (da) (à 20 kilomètres de Copenhague), est une chanteuse danoise.

## Biographie
En 1958, après la qualification au Dansk Melodi Grand Prix pour représenter le Danemark au Concours Eurovision de la chanson, elle a participé au Concours Eurovision de la chanson 1958 avec la chanson Jeg rev et blad ud af min dagbog, elle s'est classée 8e sur 10 chansons.